# Emmeram z Ratyzbony
Święty Emmeram z Ratyzbony (zapisywany również jako Emmeran lub Imbram) (ur. ok. 600 roku w Poitiers w Akwitanii, zm. 22 września 652 roku w Aschheim w Bawarii) – duchowny katolicki, misjonarz, biskup Poitiers i Ratyzbony, męczennik, uznawany przez Kościół katolicki za świętego.

## Życiorys
W historii Emmerama jest wiele niepewności. Nie zachowały się przekazy przez współczesnych Emmeramowi. Biskup Fryzyngi Arbeo (764–783) napisał biografię świętego, zatytułowaną Vita Sancti Emmerami, ok. 772 roku czyli ponad sto lat po jego śmierci.
Arbeo podał, że Emmeram urodził się w szlacheckiej rodzinie w Akwitanii, gdzie otrzymał wykształcenie kapłańskie. Według niektórych źródeł został biskupem Poitiers, jednakże jego imię nie pojawia się w kronikach. Sugeruje się, że objął on urząd na krótko pomiędzy śmiercią Dido (data nieznana), a wybraniem Ansoaldusa (674).
Emmeram, gdy usłyszał o bałwochwalstwie panującym w Bawarii, ruszył tam z misją ewangelizacyjną. Podróżował wzdłuż Loary, poprzez Schwarzwald, aby następnie wzdłuż Dunaju dotrzeć do Ratyzbony. Dotarł na dwór Theodo I księcia Bawarii w Ratyzbonie około 660–670. Theodo przyjął go i przez następne trzy lata Emmeram pełnił w jego włościach pracę misjonarską.
Według legendy przekazanej przez Arbeo, Uta (lub Ota), córka księcia, wyznała Emmeramowi, że oczekuje nieślubnego dziecka. Według Arbeo ojcem miał być Sigipaldus z dworu jej ojca. Kierowany współczuciem Emmeram polecił księżniczce by rozgłosiła, że on jest ojcem dziecka, co miało zmniejszyć jej hańbę, gdyż był człowiekiem powszechnie szanowanym. Wkrótce potem Emmeram udał się w pielgrzymkę do Rzymu. Kiedy książę Theodo i jego syn Lantpert dowiedzieli się o ciąży Uty, udali się w pogoń za biskupem. Lantpert dopadł go w Helfendorfie (obecnie część dzielnicy Aying w Monachium). Po złapaniu Emmeram został przywiązany do drabiny, poddany torturom, a następnie pocięty na kawałki. Według niektórych źródeł Emmeram po torturach był wciąż żywy i został znaleziony przez swoich kompanów Vitalisa i Wolflete w kałuży krwi. Próbowali oni zabrać ciało biskupa do Aschheim, gdzie w owym czasie stał kościół św. Piotra, w którym Emmeram dokonał żywota.
W związku z zabójstwem Emmerama, uchwalono w Bawarii prawo, mówiące, że mordercy biskupów muszą odpokutować swój czyn poprzez wypełnienie złotem naczynia ołowianego odlanego na wzór szaty biskupiej.

## Kult
W Kleinhelendorfie/Helendorfie, miejscu gdzie święty był torturowany, znajduje się obecnie kaplica upamiętniająca. W Aschheim, gdzie zmarł, również znajduje się kaplica pod jego wezwaniem, w której początkowo pochowano świętego. Ciało Emmerama zostało przeniesione do kościoła św. Jerzego w Ratyzbonie, a w połowie VIII wieku biskup Gawibaldus zarządził przeniesienie szczątków do kościoła pw. Emmerama. Kościół ten został zniszczony przez pożar w 1642, ale ciało świętego znaleziono pod ołtarzem nietknięte przez ogień. Po tym wydarzeniu w 1645 jego szczątki zostały przeniesione do ozdobnego relikwiarza. Relikwiarz ten jest wystawiany na widok wiernych w bazylice św. Emmerama w Ratyzbonie każdego roku w okresie wspomnienia świętego, które w kościele katolickim obchodzone jest 22 września.
Kult świętego popularny był szczególnie w okresie średniowiecza, szczególnie w Bawarii, ale także w Austrii, Czechach, Słowacji i Polsce (m.in. nazwy miejscowości "Imbramowice").
Jego wezwanie nosi także m.in. katedra w Nitrze.

## Galeria

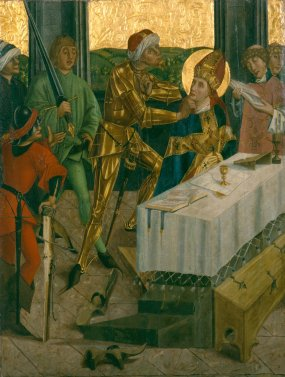
Męczeństwo św. Emmerama (Salzburg)
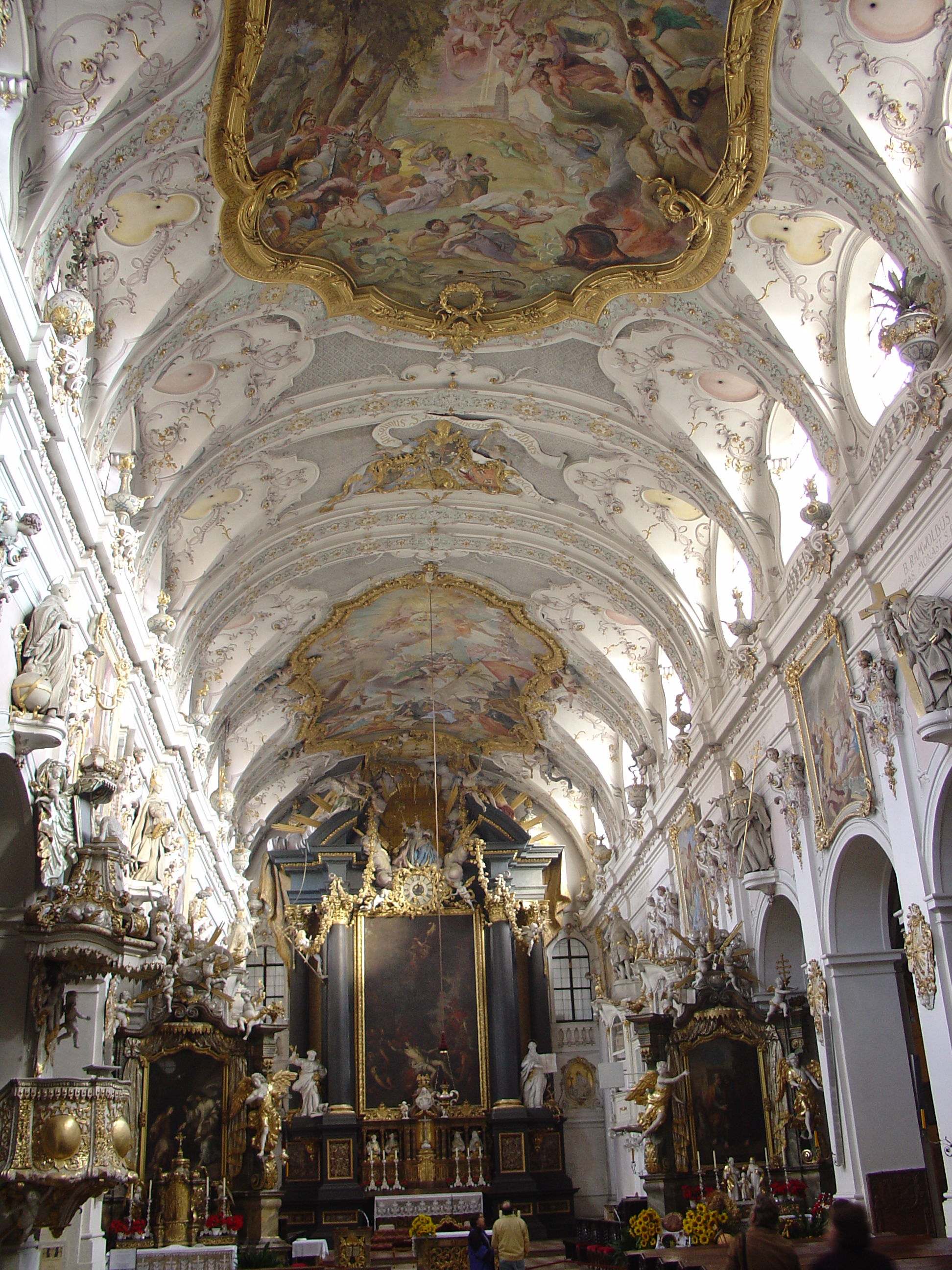
Bazylika św. Emmerama (Ratyzbona)
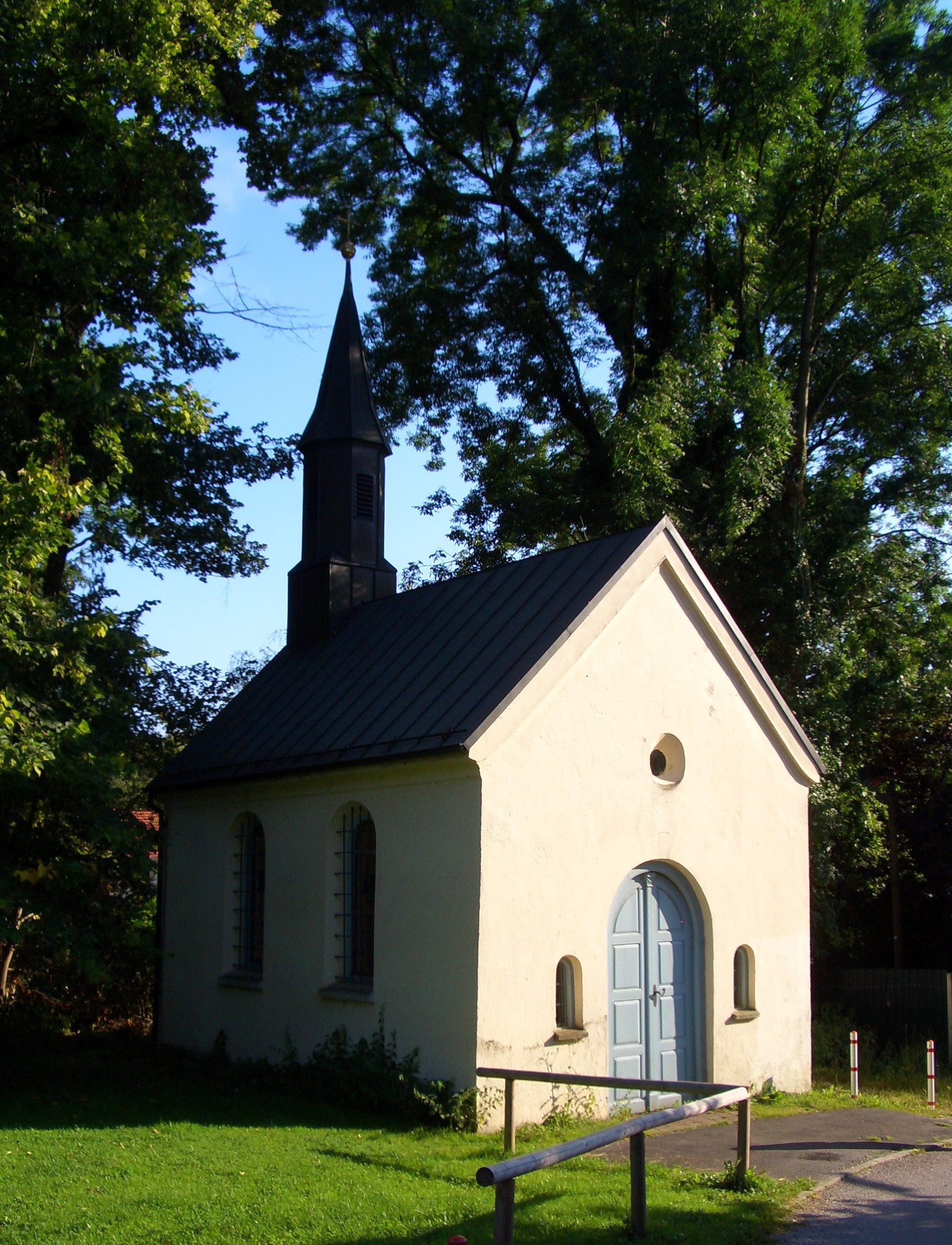
Kaplica upamiętniająca miejsce męczeńskiej śmierci w okolicach Monachium